# Lostage
Lostage (reso graficamente come LOSTAGE) è un gruppo musicale rock giapponese fondata nel 2001 da Takehisa e Takuto Gomi nella prefettura di Nara.

## Storia del gruppo
La band viene fondata, nella prefettura di Nara, nell'autunno 2001 dai fratelli Gomi e Takuto Takehisa
Nel 2002 distribuiscono il loro demo solo nei live. A luglio la VANAI RECORDS di Osaka ristampa il demo in soli 500 esemplari. In questo periodo il batterista lascia il gruppo e al suo posto si è unito Tomokazu Iwaki.
A luglio del 2004 lanciano l'etichetta "qoop music" e pubblicano il mini album "P.S. I miss you".
A gennaio 2006 pubblicano il primo album completo "PLAY WITH ISOLATION". Nello stesso mese iniziano il tour per promuovere il disco (26 date in tutto) e a giugno si esibiscono nella tappa finale del tour nella loro città natale di Nara. Ad agosto partecipano a vari festival estivi ed eventi (ROCK IN JAPAN FESTIVAL, RUSH BALL, etc.). A fine anno partecipano per la prima volta al COUNTDOWN JAPAN
A luglio pubblicano il secondo album completo "DRAMA" per Toy's Factory e debutto in major. Nello stesso mese inizia il tour per promuovere l'uscita dell'album "DRAMATIC TOUR 2007" (22 tappe in totale), ed a settembre si esibiscono LIVE a Osaka (13 FANDANGO) e Tokyo (Daikanyama UNIT) per concludere il tour.
A gennaio 2008 si è tenuto un live indipendente "SHOWNEN", al Tomeihan Quattro. Alla fine dell'esibizione di Shibuya del 18 gennaio, il chitarrista Masaya Shimizu (attuale membro della band CARD) si è ritirato. Hironori Nakano (ex fahners witch, piece pix, ora CARD) si unirà come nuovo membro. A settembre è uscito per Toy's Factory il 2 ° mini album "Nō ni wa bīto nemuri ni wa ai o". Il 26 ottobre parte il tour "Rosutoeiji notakara sagashi tsuā" (Lost Age's Treasure Search Tour).
A marzo 2009 pubblicano il terzo album completo "GO" per la Toy's Factory. Da aprile inizia il tour per l'uscita dell'album "lostage GO". Ad ottobre accompagnano The Band Apart, i COMEBACK MY DAUGHTERS e altre band al "BKTS TOUR '09" sponsorizzato dagli ASPARAGUS. All'after party della performance di Fukuoka, Takehisa e Takuto eseguiranno la prima performance live acustica. Il 18 novembre il chitarrista Hironori Nakano ha annunciato il ritiro sul sito ufficiale e si è ritirato con un'esibizione dal vivo al Nara Neverland il 27 dicembre.
Dal 1 gennaio 2008, il nome della band è passato da "lostage" a "LOSTAGE", e la band è composta da tre persone. Il 28 febbraio, la prima esibizione dal vivo con tre persone, si tiene a Nara Neverland. Il 1 ° marzo si è tenuto un live ad invito gratuito al FEVER di Shinshiroda. Durante questo periodo, il quarto album completo "LOSTAGE" è stato pubblicato dalla AVOCADO Records. Il tour per la promozione dell'album "LOST AGE TOUR" inizia l'8 giugno e fino al 15 agosto si tengono a Tokyo (Shibuya Quattro) per un totale di 15 esibizioni.
Da marzo ad aprile 2011, vengono eseguiti 3 su 5 spettacoli dello "SOWNEN TOUR 2011". Due di queste esibizioni sono state cancellate a causa degli effetti del grande terremoto del Giappone orientale. Il 28 marzo si è tenuto a Neverland di Nara l' "Evento di beneficenza per il terremoto al largo dell'Oceano Pacifico della regione di Tohoku" con band di Nara, weird, Wattsushi Zombie e kacika. Il 31 maggio hanno lanciato la loro etichetta "THROAT RECORDS" e hanno aperto un canale su Youtube. Il 3 luglio, a Neverland di Nara si è tenuto un live "THROAT RECORDS presents SHOWNEN" per commemorare la fondazione dell'etichetta indipendente. Pubblicano il 3° mini album "CONTEXT" prodotto da THROAT RECORDS il 3 agosto. Il tour di promozione dell'album "CONTEXT TOUR" inizia il 5 agosto e tutte le 11 esibizioni si tengono fino al 23 settembre a Tokyo (Shindaida LIVE HOUSE FEVER). Il 10 dicembre l'evento "LOSTAGE & SPACE SHOWER TV present #oshare in LIQUIDROOM" si è tenuto al Tokyo LIQUIDROOM per pubblicizzare l'uscita del libro di illustrazioni "#oshare in DICTIONARY".
A febbraio 2012 iniziano a registrare il nuovo album. Tra giugno e luglio prendono parte al BKTS TOUR 2012 assieme ai the band apart, COMEBACK MY DAUGHTERS e altri gruppi. L'11 luglio pubblicano il quinto album "ECHOES" prodotto da THOUGHT RECORDS. Il 13 luglio inizierà il tour per la promozione dell'album "LOST AGE ECHOES TOUR".
Il 3 aprile 2013 pubblicano il primo album live "LOSTAGE AT SHIBUYA CLUB QUATTRO" prodotto da THROAT RECORDS. A maggio viene pubblicato come cofanetto analogico da 4 dischi
Il 6 agosto 2014 pubblicano il 6 ° album "GUITAR" prodotto da THROAT RECORDS. Il tour di promozione dell'album "LOST AGE GUITAR TOUR 2014" è iniziato il 7 agosto (Finale del tour: 30 ottobre, Tokyo Shibuya CLUB QUATTRO).
Nel 2017 pubblicano il settimo album "In Dreams" prodotto da THROAT RECORDS
Nel 2020 pubblicano l'ottavo album "Harvest" prodotto da THROAT RECORDS. Il 19 aprile pubblicano il live album "7 - Live At Juso Fandango".

## Membri
- Takehisa Gomi (ごみ たかひさ), 7 novembre 1979, basso e cantante
- Takuto Gomi (ごみ たくと), 27 agosto 1982, chitarra e coro
- Tomokazu Iwaki (いわき ともかず), 30 ottobre 1979, batteria e coro

### Ex membri
- Masaya Shimizu (しみず まさや), chitarra. Ha lasciato il gruppo il 18 gennaio 2008, nel 2010 ha formato la band CARD
- Hironori Nakano (なかの ひろみち), chitarra e cori. Ha lasciato il gruppo nel 2009, nel 2010 ha formato la band CARD

## Discografia

### CD demo
1. Lostage (edizione limitata) VANAI RECORDS
  1. routine
  2. 2:50
  3. Sagatta taion (下がった体温)

### Singoli
|    | Data di pubblicazione | titolo                           | Tracce | Osservazioni                                                                                             |
| -- | --------------------- | -------------------------------- | --- | --- |
| 1° | 15 dicembre 2010      | 8otto + Lostage                  | 1. 8otto / Generation888 2. Lostage / UFO                                                                        | Disco da 7 pollici diviso con la band 8otto.                                                             |
| 2° | Marzo 2012            | Crypt city & Lostage split 7inch | 1. Crypt city / Thief 2. Lostage / 65 shadows                                                                    | Disco da 7 pollici condiviso con i Crypt City.                                                           |
| 3° | Maggio 2014           | Lostage + Uri gagarn             | 1. Lostage / 人_生 2. Uri gagarn / Wall                                                                          | Disco da 7 pollici condiviso con gli uri gagarn pubblicato in concomitanza con il RECORD STORE DAY 2014. |
| 4° | 17 settembre 2016     | Gezan + Lostage - Split 7"       | 1. Gezan - Blue Hour 2. Lostage - My Favorite Blue                                                               | Disco da 7 pollici condiviso con i Gezan.                                                                |
| 5° | 2019                  | Bacho, Lostage - Hometown E.P.   | 1. Bacho - No Memories 2. Bacho - Sad Town 3. Lostage - Foolish 4. Lostage - Koboreochitamono / こぼれ落ちたもの | |

### Mini album
|    | Data di uscita                                         | titolo                    | Tracce |
| -- | ------------------------------------------------------ | ------------------------- | --- |
| 1° | 21 luglio 2004                                         | P.S.I miss you            | 1. DAILYNEWS 2. FX 100 3. 少年 4. MINDJIVE 5. 手紙 |
| 2° | 24 settembre 2008                                      | 脳にはビート 眠りには愛を | 1. AMPLIFIED TEENAGE STRESSES AND STRAINS 2. 母乳 3. DIG 4. テレピン、叫ぶ 5. PURE HONEY 6. 脳にはビート 眠りには愛を Musicista ospite tracce 2,4,6 Coro: Natsuko Miyamoto (MASS OF THE FERMENTING DREGS).Tutti i testi delle canzoni: Takehisa Gomi / Composizione e arrangiamento: lostage.母乳 è stata utilizzata come tema di apertura per la rete nazionale di settembre TBS TV " CDTV ".                                                                                   |
| 3° | Edizione CD: 3 agosto 2011 Edizione LP: 24 agosto 2011 | CONTEXT                   | 1. Hell 2. 12 3. 楽園 4. 私 5. 言う 6. NEVERLAND Ci sono due tipi, una versione CD e una versione LP, ciascuna con una copertina diversa.[Musicisti ospiti traccia 3, coro traccia 6: Achiko (Ropes, on button down, WUJA BIN BIN, ex. KAREN), percussioni traccia 3: Hirokazu Furusawa (fangoso l'ultima notte), coro traccia 5: Shige Murata ( □□, CUBISMO GRAFICO FIVE) ), tastiera traccia 6: Misato Yamanaka, Kazuya Hori ( kacica ), base traccia 6: Shingo Mukai (WEIRD)] |

### Album Live
|    | Data                         | Titolo                          | Tracce |
| -- | ---------------------------- | ------------------------------- | --- |
| 1° | CD：3 aprile 2013 LP：Maggio | LOSTAGE AT SHIBUYA CLUB QUATTRO | 1. BROWN SUGAR 2. 12 3. 断層 4. BARON 5. 言う 6. BLUE 7. DOWN 8. TOBACCO 9. あいつ 10. 真夜中を 11. 裸婦 12. 眩暈 13. 私 14. 僕の忘れた言葉達 15. 喉 16. 瘡蓋 17. 楽園 18. NAGISA 19. これから 20. HELL 21. カナリア 22. 夜に月 23. ペラペラ 24. 手紙 25. MINDJIVE 26. ひとり 27. NEVERLAND                             |
| 2° | 19 aprile 2020               | 7 - Live At Juso Fandango       | 1. Introduction 2. さよならおもいでよ 3. 人間ロボット 4. こぼれ落ちたもの 5. Red 6. Blue 7. My Favorite Blue 8. ポケットの中で 9. Nagisa 10. Sunday 11. 母乳 12. Brown Sugar 13. Television City 14. Surrender 15. ひとり 16. カナリア 17. Good Luck / 美しき敗北者達 18. 2:50 19. 瞬きをする間に 20. 手紙 21. Mindjive |

### Album
|    | Data                                  | Titolo              | Tracce |
| -- | ------------------------------------- | ------------------- | --- |
| 1° | 25 gennaio 2006                       | PLAY WITH ISOLATION | 1. Television City 2. 人間ロボット 3. Inside/Outside 4. Routine 5. Tokage 6. Butterfly 7. Channel 11 8. ○か×か 9. 種蒔く人々 10. 2:50 11. 下がった体温 12. 街 |
| 2° | 18 giugno 2007                        | DRAMA               | 1. RED 2. こどもたち 3. ガラスに映る 4. ドラマ・ロゴス 5. ZEN 6. 名前 7. 公園の裏の黒い蝉 8. 魚はオイルの中 9. LIBIDO 10. 壁 11. 英雄と人殺し 12. 海の果実 |
| 3° | 25 marzo 2009                         | GO                  | 1. SF 2. サーカス 3. SUNDAY 4. 噂 5. あめんぼ 6. CAT WALK 7. 路地裏 8. SURRENDER 9. 風を抱いている 10. X 11. 点と線 L'edizione limitata viene fornita con un DVD riassuntivo della performance "Lost Age Takara Search Tour" tenutasi allo Shibuya Club Quattro il 27 novembre 2008.Contenuto del DVD allegato all'edizione limitata 1. AMPLIFIED TEENAGE STRESSES AND STRAINS 2. RED 3. PURE HONEY 4. 人間ロボット 5. 母乳 6. DIG 7. MIND JIVE 8. 脳にはビート 眠りには愛を 9. テレピン、叫ぶ 10. 手紙 |
| 4° | 2 giugno 2010                         | LOSTAGE             | 1. ひとり 2. 断層 3. BARON 4. 裸婦 5. カナリア 6. TOBACCO 7. 喉 8. 眩暈 9. 夜に月 La versione CD viene fornita con un DVD contenente il live tenuto allo Shinshiroda FEVER il 1 marzo 2010 e la versione LP viene fornita con un coupon per il download della versione MP3. |
| 5° | CD: 11 luglio 2012 LP: 20 agosto 2012 | ECHOES              | 1. BROWN SUGAR 2. 真夜中を 3. BLUE 4. DOWN 5. NAGISA 6. あいつ 7. 僕の忘れた言葉達 8. 瘡蓋 9. ペラペラ 10. これから L'ordine dei brani e la masterizzazione sono diversi tra le versioni CD e LP. |
| 6° | CD：6 agosto 2014 LP：9 novembre 2014 | GUITAR              | 1. コンクリート / 記憶 2. Nowhere / どこでもない 3. いいこと / 離別 4. Guitar / アンテナ 5. 深夜放送 / Unknown 6. Flowers / 路傍の花 7. Boy / 交差点 8. Good Luck / 美しき敗北者達 La versione CD e la versione LP hanno ciascuna una copertina diversa. |
| 7° | CD：9 giugno 2017                     | In Dreams           | 1. さよならおもいでよ 2. ガス 3. 窓 4. ポケットの中で 5. REM 6. 泡沫の 7. 戦争 8. I told. 9. 僕のものになれ 10. Shoeshine Man |
| 8° | 2020                                  | Harvest             | 1. かぎろひ 2. パルス 3. 独楽 4. 髑髏 5. Les Misérables 6. Message 7. Harvest 8. グレイアイドフィッシュ 9. 残像 |
| 9° | 2023                                  | Pilgrim             | 1. 平凡 2. High Fidelity 3. 巡礼者たち 4. へそ 5. 瞬きをする間に 6. 箱庭エレジー 7. 錆 8. No Escape 9. あなたのそばで 10. 胎動 |